# Pfarrkirche Patsch

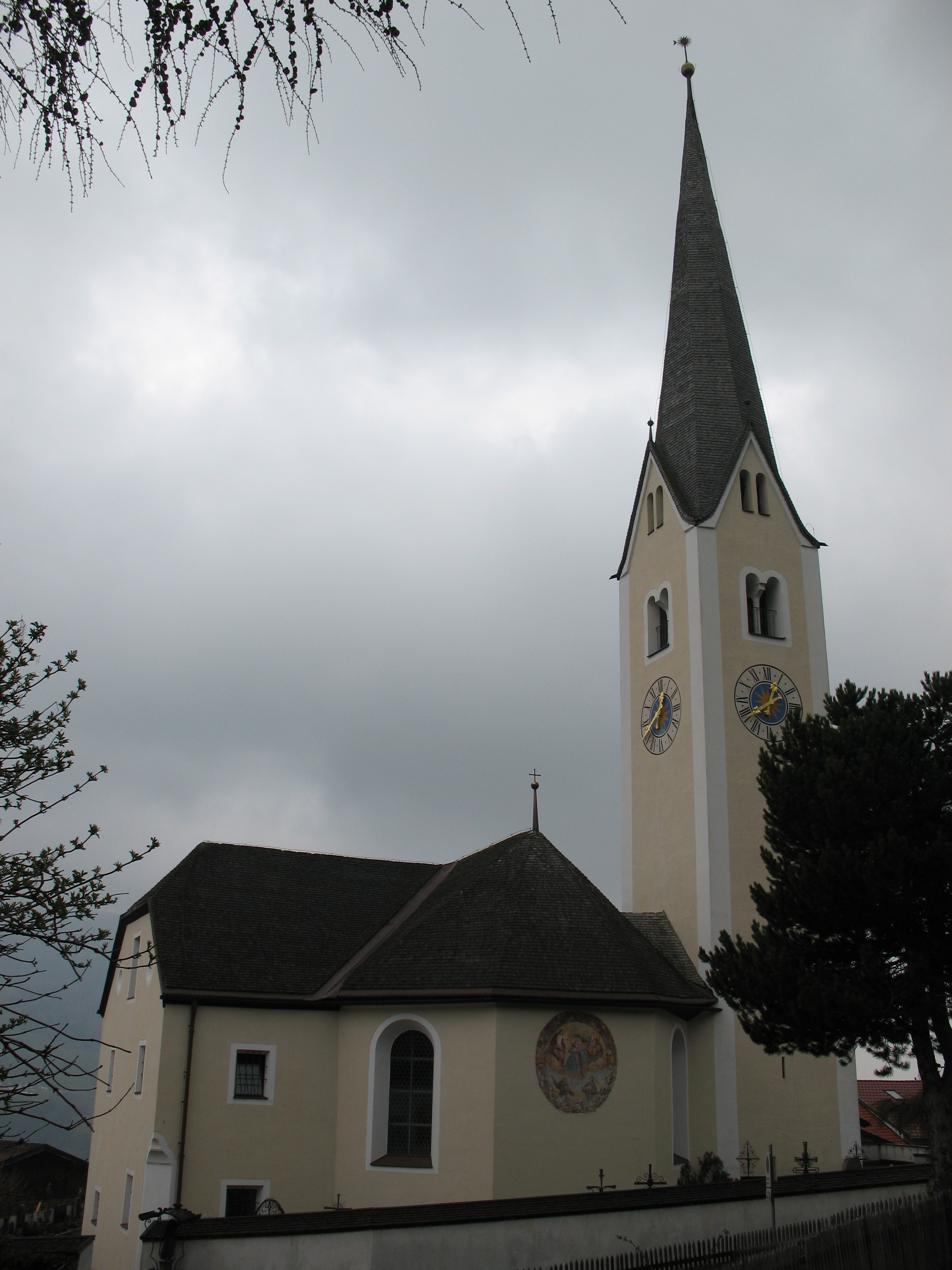
Die Pfarrkirche hl. Donatus in Patsch

Die römisch-katholische Pfarrkirche Patsch steht in der österreichischen Gemeinde Patsch in Tirol. Sie ist dem heiligen Donatus von Arezzo geweiht und gehört zum Dekanat Wilten-Land in der Diözese Innsbruck. Die Kirche mit dem Friedhof steht unter Denkmalschutz (Listeneintrag).

## Geschichte
Urkundlich wurde die Kirche erstmals im Jahr 1284 erwähnt. Bei einem Dorfbrand wurde sie im Jahre 1399 zerstört. Die spätgotische Kirche und der Friedhof wurden 1479 geweiht. In den Jahren 1767/68 erfolgte der Umbau und die Barockisierung der Kirche. Sie wurde 1974/76 restauriert. Der Friedhof wurde im 20. Jahrhundert erweitert. Die Pfarrkirche Patsch zählt zu den ältesten Pfarren im Mittleren Inntal.

## Lage
Die Pfarrkirche befindet sich innerhalb eines Friedhofs mit einer Umfassungsmauer.

## Architektur
Der gotische barockisierende Kirchenbau mit einem Langhaus umfasst einen dreiseitigen Chor, malerischen Treppenaufgang und Torbogen sowie Rundbogen- und Rechteckfenster. Der mächtige Turm ist an der Chornordseite angebracht und es befinden sich gekoppelte, rundbogige Schallfenster, darüber trägt er einen geschindelten Giebelspitzhelm. An der Westfassade befinden sich die offene Vorhalle auf Rundpfeilern und ein gekehltes Spitzbogenportal, die zeitlich dem 16. Jahrhundert zuzuordnen sind. Der Langhaus, die Sakristei und das Portal sind ebenfalls an der Chornordseite angebracht. Der Friedhof ist mit einer darin geschlossenen Friedhofskapelle und Kriegerdenkmal ausgestattet.

## Heiliges Grab (Ostergrab)

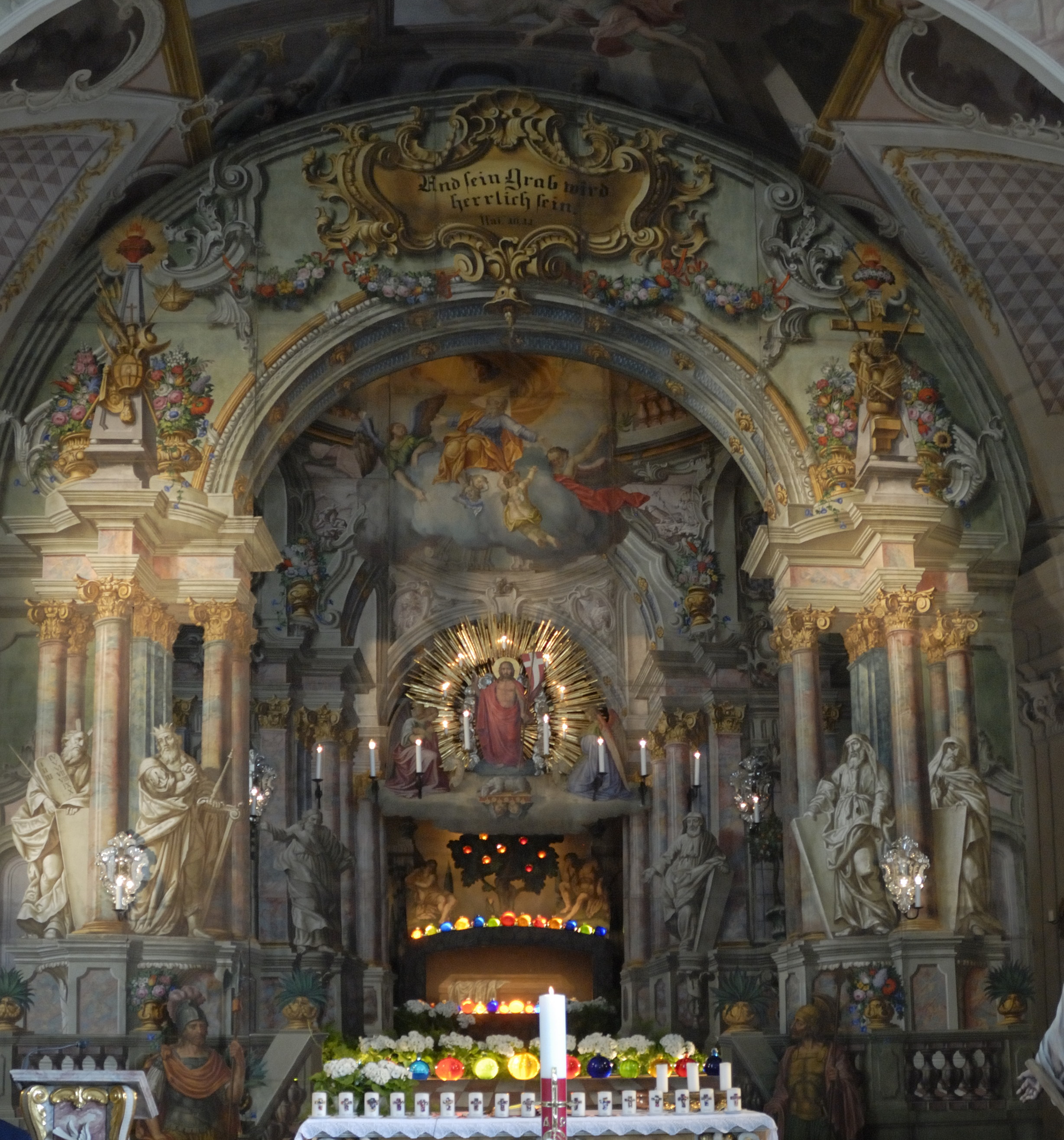
Heiliges Grab in der Pfarrkirche Patsch

Das Patscher Ostergrab wurde in den 1770er Jahren vom Schönberger Priester und Kurator Johann Nepomuk Pfaundler (1723–1811) angefertigt. Das Ostergrab wird mittlerweile traditionell jedes Jahr von ca. 20 Personen am Samstag vor dem Palmsonntag aufgestellt und geschmückt; es ist bis zum Freitag nach dem Weißen Sonntag zu sehen.
Das Patscher Ostergrab ist eines der letzten seiner Art; Mit seinen drei Kulissenebenen mit insgesamt 86 m2 stellt es eine die Kirche beherrschende Ehrenpforte dar. Zur originalen Ausstattung gehören auch 50 Glaskugeln verschiedener Größe, die jedes Jahr neu mit gefärbtem Wasser gefüllt werden und hinterleuchtet sind.
An Karfreitag und Karsamstag halten Patscher Schützen Ehrenwache am Grab.
Am Karsamstag, dem Tag der Grabesruhe und der Anbetung, wird die verschleierte Monstranz in den Strahlenkranz gestellt und in die Höhe gezogen. Zur Auferstehungsfeier wird die Glorie  mit einer Seilwinde herabgelassen und verdeckt das Grab. Der Auferstandene wird langsam – unter Läuten aller Glocken, festlichem Orgelspiel, dem Einschalten sämtlicher Lichter – von unten in die Glorie geschoben und hebt sich feierlich in die Höhe. Das leere Grab wird sichtbar.

## Orgel
Die Orgel wurde 1840 von Franz Reinisch I errichtet (sie ersetzte ein älteres Werk aus Thaur), und 1938 behutsam umgestaltet. Im Jahre 1979 wurde sie renoviert und mit einem elektrischen Gebläse ausgestattet. Sie besitzt 1 Manual mit angehängtem Pedal und insgesamt 11 Register. Das Pedal umfasst 13 Töne (C-c0) und ist repetierend ausgeführt.
Manual
- Principal 8'
- Gamba 8'
- Copel 8'
- Flöte 4'
- Octav 4'
- Superoctav 2'
- Mixtur 4-fach
- Bordun 16'

Pedal
- Subbass 16'
- Octavbass 8'
- Posaune 8'

## Ausstattung
In dem einschiffigen Innenraum befinden sich barocke Deckenfresken, die von Anton Zoller und Josef Kremer gemalt wurden und ebenfalls der Barockisierung der Kirche zuzuordnen sind. Sie stellen die Szenen aus dem Leben des heiligen Donatus dar.
Im Altarschrein der rechten Seitenaltares ruhen die Gebeine des Märtyrers Donatus (Ganzkörperreliquie; es handelt sich um einen römischen Soldaten, vermutlich um einen "Katakombenheiligen" und nicht um den Hl Donatus von Arezzo). Diese Reliquie stammt aus dem 1802 aufgelösten Stift St. Veit in Freising (Bayern), wurde von 3 Patschern um 100 Gulden erworben und 1803 nach Patsch überführt.